# محمد بن عبد الرحمن بن عبد العزيز آل سعود
محمد بن عبد الرحمن بن عبد العزيز آل سعود نائب أمير منطقة الرياض منذ أبريل 2017، ومستشار في الديوان الملكي السعودي منذ مايو 2016، وعضو مجلس المحميات الملكية السعودية.

## أسرته
محمد بن عبد الرحمن بن عبد العزيز آل سعود أحد أحفاد مؤسس الدولة السعودية الثالثة الملك عبد العزيز آل سعود، والده عبد الرحمن بن عبد العزيز آل سعود الابن السادس عشر للملك عبد العزيز آل سعود، ووالدته حصة بنت ثقل تميم القرفاني الشيباني العتيبي.

## حياته الشخصية
تزوج الأمير محمد بن عبد الرحمن بن عبد العزيز آل سعود من العنود بنت فيصل بن بندر بن خالد بن عبد العزيز آل سعود في عام 2012 وأنجبا : 
حصة بنت محمد بن عبد الرحمن بن عبد العزيز آل سعود، مواليد 2024.